# 문승우
문승우(2002년 12월 3일~)는 대한민국의 수영 선수이다. 접영 200m 대한민국 기록 보유자이다.  2021년에 처음으로 대한민국 국가대표로 발탁되어 도쿄에서 열리는 2020년 하계 올림픽에 참가했다.

## 선수 경력
2021년 5월 15일 제주종합경기장 실내수영장에서 열린 2021 대한민국 국가대표 선발전 남자 접영 100m 종목에 참가하여 결승에서 1위를 달성하였다. 다음날인 5월 16일에는 접영 200m종목에 참가하여 1:56.25를 기록하며 대한민국 신기록을 달성하였다. 올림픽 진출 기준인 1:56.48보다 빠른 기록으로 들어오면서 진출권을 획득했다. 다음날인 5월17일 이주호, 조성재, 황선우와 함께 혼계영 400m에 참가하여 본인은 접영에서 53.38, 총합계 3:35.26을 기록하며 대한민국 신기록을 달성하였다.
7월 2일 국제수영연맹(FINA)은 이미 A 기준기록 통과로 자력 출전권을 획득한 선수 중 유효기간(2019년 3월1일~2021년 6월27일) 내 FINA 승인대회에서 한 번이라도 다른 세부종목 B 기준기록을 통과한 경우 추가 신청이 가능하다고 통보하였다. 이에 따라 접영 100m에서 B 기준기록인 52.52을 충족하며 접영 100m에도 올림픽 진출을 확정하였다.
7월 26일 도쿄 아쿠아틱스 센터에서 열린 올림픽 접영 200m에 참가하였지만 예선에서 1:58.09를 기록하며 준결승에 진출하지 못했다. 7월 29일에는 접영 100m에 참가하였으나 53초59를 기록하며 준결승 진출에 실패하였고 대회를 마감했다.

## 개인 최고 기록
| 종목      | 기록    | 날짜       | 대회                          | 장소                           | 기타 |
| 접영 50m  | 24.95   | 2021.07.29 | 2020년 하계 올림픽            | 일본 도쿄도                    |      |
| 접영 100m | 52.94   | 2021.05.15 | 2021년도 수영 국가대표 선발전 | 대한민국 제주특별자치도 제주시 |      |
| 접영 200m | 1:56.25 | 2021.05.16 | 2021년도 수영 국가대표 선발전 | 대한민국 제주특별자치도 제주시 |      |

## 범례
|  | 세계 신기록                  |  |                   | 아프리카 신기록 |                      | Q | 예선 통과 |
|  | 올림픽 신기록                |  | 북아메리카 신기록 | DNS             | 경기를 시작하지 않음 |   |           |
|  |                              |  | 아시아 신기록     | DNF             | 경기를 마치지 않음   |   |           |
|  | 국가 신기록                  |  | 유럽 신기록       | DSQ             | 실격                 |   |           |
|  | 개인 최고 기록 (개인 신기록) |  | 오세아니아 신기록 | WD              | 기권                 |   |           |
|  | 시즌 최고 기록 (시즌 신기록) |  | 남아메리카 신기록 | NM              | 기록 없음            |   |           |

## 출신 학교
- 서울난향초등학교 졸업
- 난우중학교 졸업
- 서울체육고등학교 졸업

## 같이 보기
- 수영 접영 200m 대한민국 기록 추이